# ناحیه امس، شهرستان اتناس، اوهایو
شهرستان امس، بخش اتناس، اوهایو (به انگلیسی: Ames Township, Athens County, Ohio) یک منطقهٔ مسکونی در ایالات متحده آمریکا است که در اوهایو واقع شده‌است.

## خصوصیات
شهرستان امس ۹۸٫۲ کیلومترمربع مساحت و ۱٬۱۸۳ نفر جمعیت دارد و ۱۹۷ متر بالاتر از سطح دریا واقع شده‌است.